# Palaeontinodes shabarovi
Palaeontinodes shabarovi (лат.) — ископаемый вид цикадовых полужесткокрылых насекомых рода Palaeontinodes (семейство Palaeontinidae). Обнаружен в юрских отложениях Таджикистана: (Shurab II, Pliensbachian, Sulyukta Formation, плинсбахский ярус, возраст около 185 млн лет).

## Описание
Крупного размера ископаемые полужесткокрылые, которые были описаны по отпечаткам, длина переднего крыла 54 мм, ширина 18 мм.
Вид Palaeontinodes angarensis был впервые описан в 1937 году советским палеоэнтомологом профессором А. В. Мартыновым (Палеонтологический институт АН СССР, Москва.
Таксон Palaeontinodes shabarovi включён в состав рода Palaeontinodes Martynov 1937 вместе с видами Palaeontinodes chengdeensis Hong 1983, Palaeontinodes minor Becker-Migdisova and Wootton 1965, Palaeontinodes daohugouensis Wang and Zhang 2007, Palaeontinodes haifanggouensis Hong 1983, Palaeontinodes locellus Wang and Zhang 2007, Palaeontinodes reshuitangensis Wang and Zhang 2007, Palaeontinodes separatus Wang and Zhang 2007 и Palaeontinodes angarensis.